# Luis de Góngora

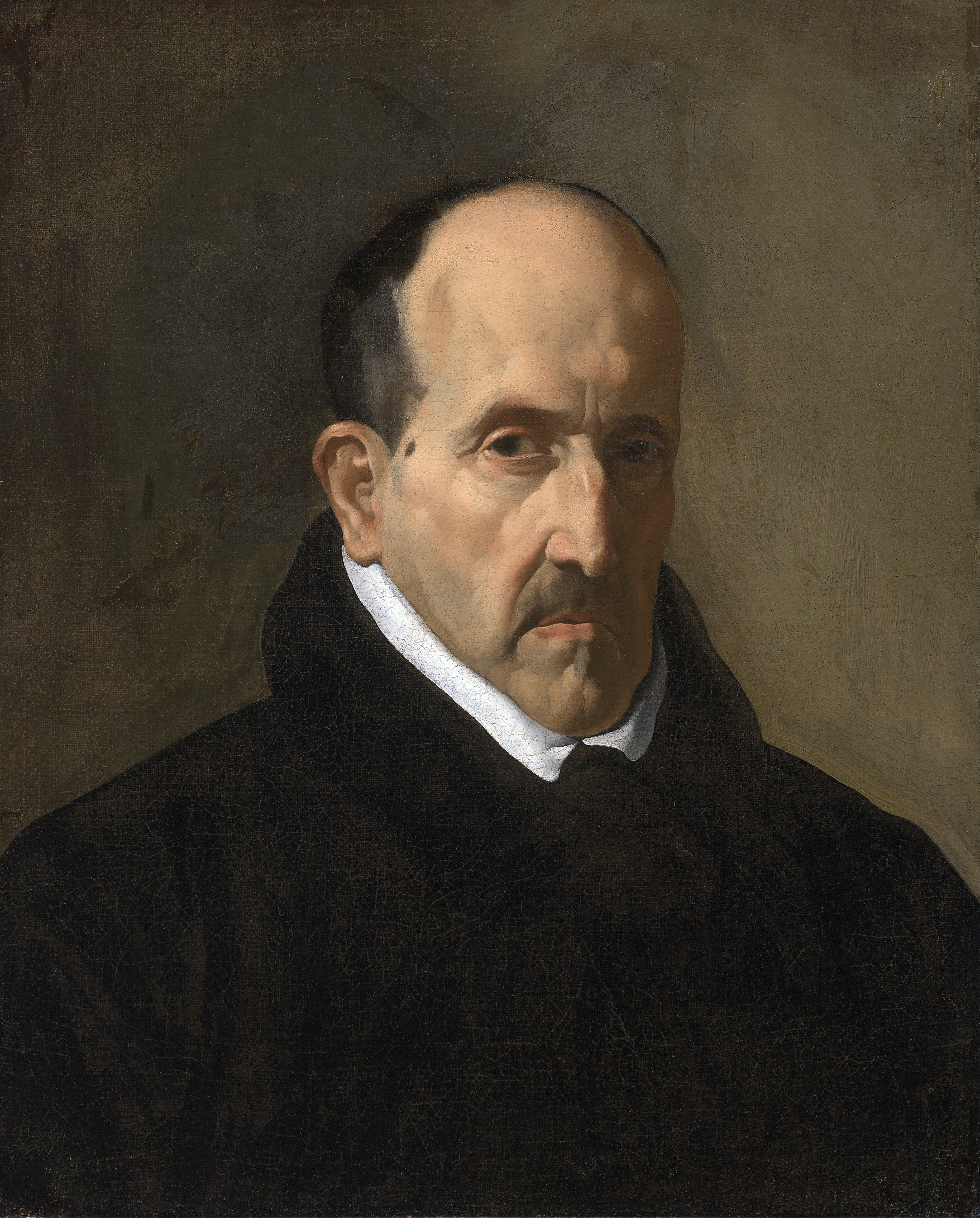
Portret van Luis de Góngora door Velázquez, olieverf op doek, 1622

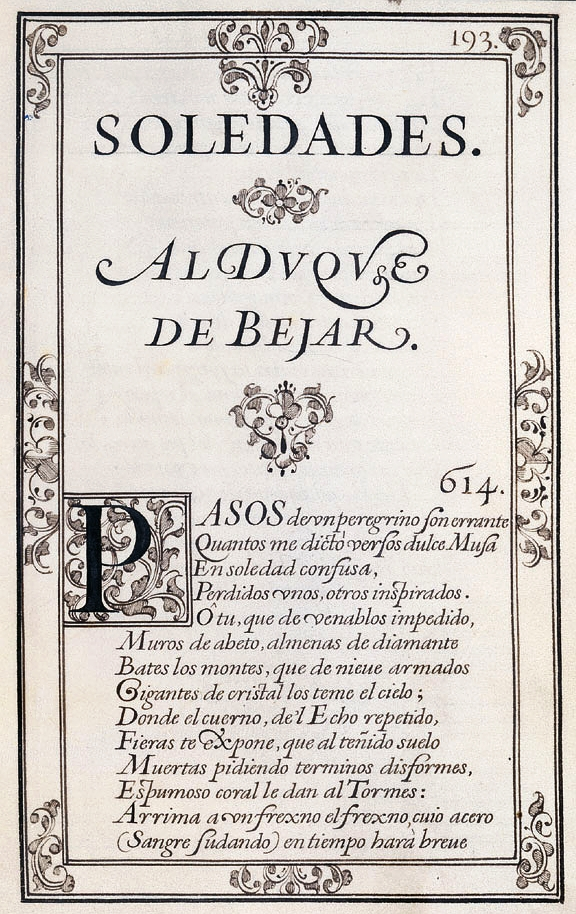
Soledades. Titelblad

Luis de Góngora y Argote (Córdoba, 11 juli 1561 – aldaar, 24 mei 1627) was een Spaans dichter en toneelschrijver uit de tijd van de Barok.

## Leven en werk
Góngora was de zoon van een rechter en vooraanstaand humanist. Zelf studeerde hij ook rechten. In 1606 liet hij zich tot priester wijden. Filips III van Spanje benoemde hem later tot ‘erekapelaan’ aan het hof. Verwoed kaartspelen bracht hem echter regelmatig in de problemen. Pas aan het einde van zijn leven verscheen zijn werk in druk.
Góngora wordt gezien als een van de belangrijkste vertegenwoordigers van de barokke dichtkunst. Zijn gedichten worden gekenmerkt door het gebruik van neologismen, lastige metaforen, concetto’s en allegorieën. Zijn geheel eigen, “donkere” stijl wordt betiteld als Cultaranismo of Góngorismo en geldt als de tegenhanger van het Conceptismo. Ze wordt gekenmerkt door nadrukkelijkheid, ornamentalisme en ingewikkelde zinsbouw die meestal samengaan met een conventionele inhoud.
De bekendste werken van Góngora zijn Fábula de Polifemo y Galatea en Soledades. Bewonderaars plegen hem wel te vergelijken met Homerus. In het begin van de 20ste eeuw kende zijn werk een sterke heropleving vanuit de Spaanse “Generatie van 27”, onder aanvoering van Rafael Alberti.